# Ibn Jurayj
Abū l-Walīd/Abū Khālid ʿAbd al-Malik ibn ʿAbd al-ʿAzīz ibn Jurayj al-Rūmī al-Qurashī al-Makkī, detto semplicemente Ibn Jurayj (in arabo ابن جريج‎?; La Mecca, 699 – Baghdad, 766), è stato un giurista e storico arabo.
Studioso musulmano di ḥadīth, Ibn Jurayj è ricordato come un "seguace dei Seguaci" (Tābiʿ al-Tābiʿyyīn) e un cultore di Isrāʾīliyyāt (narrazioni riguardanti l'antico popolo degli Israeliti).

Fu attivo particolarmente in Iraq e presso la corte del califfo abbaside al-Mansur.

## Nome
Ibn Jurayj ("figlio di Jurayj") è l'adattamento arabo del nome di Gregorio (Gregorios) o Giorgio (Georgios).

## Biografia
Suo padre era uno studioso musulmano e suo nonno Jurayj (Gregorios, o Georgios) era un cristiano bizantino. 

La sua vita è descritta nel libro al-Tahdhīb al-tahdhīb di Ibn Hajar al-'Asqalani, ma di lui parla anche Ibn Khallikān nei suoi Wafayāt al-ayʿān.
Ibn Jurayj raccolse ḥadīth a La Mecca

### Operes
La sua opera più importante è considerata il Musannaf.
Le sue tradizioni sono riprese nel Sunan di Abu Dawud al-Sijistani, uno dei Sei libri che compongono la Sunna.
Nella Muwaṭṭāʾ di Mālik ibn Anas, si legge: 

### Giudizi dei sunniti
I sunniti lo qualificano come "Imam". Dhahabi, nel XIV secolo lo definì:
Abū ʿAwāna ha narrato nel suo Ṣaḥīḥ che Ibn Jurayj aveva detto a Baṣra circa la mutʿa: "Testimonio che sono tornato indietro da ciò (i.e. dal permetterlo)", dopo che egli aveva riferito 18 tradizioni che la consentivano.